# Залучное

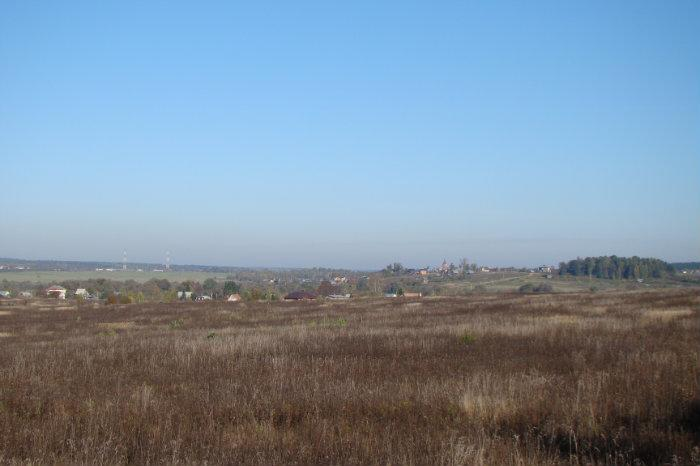

Залучное — деревня в Наро-Фоминском районе Московской области, входит в состав сельского поселения Веселёвское. Численность постоянного населения по Всероссийской переписи 2010 года — 2 человека, в деревне числится 1 садовое товарищество. До 2006 года Залучное входило в состав Веселёвского сельского округа.
Деревня расположена в юго-западной части района, у границы с Калужской областью, в излучине правого берега реки Протва, примерно в 13 км к югу от города Верея, высота центра над уровнем моря 147 м. Ближайшие населённые пункты — Дуброво на противоположном берегу реки и Воскресенки в 1,5 км на юго-восток.